# Livada de Bihor
Livada de Bihor – wieś w Rumunii, w okręgu Bihor, w gminie Nojorid. W 2011 roku liczyła 1378 mieszkańców.